# Łuka Kozis
Łuka Sawicz Kozis (ukr. Лука Савич Козіс, ros. Лука Саввич Козис, ur. 1886 w chutorze k. miejscowości Kobielak w guberni połtawskiej, zm. 5 października 1938 w Winnicy) – polityk Ukraińskiej SRR.
Był członkiem SDPRR. Do marca 1938 był p.o. przewodniczącego Komitetu Wykonawczego Winnickiej Rady Obwodowej. 22 marca 1938 podczas wielkiego terroru został aresztowany i następnie rozstrzelany.